# Ненси Калахан
Ненси Калахан је измишљени лик из серије стрипова Френка Милера Град гријеха. Први пут се појавила у Посљедње збогом, а касније је добила запаженију улогу у Жуто копиле. 
Ненси је стриптизета у бару „Код Кадија“. Приказана је као осјећајна, брижна жена, која се повремено укључује у криминални живот града. Она је у потпуности описана у „Жутом копилету“, у коме је од Рорка млађег спашава Џон Хартиган.